# Gazechim
 (février 2014).
Si vous disposez d'ouvrages ou d'articles de référence ou si vous connaissez des sites web de qualité traitant du thème abordé ici, merci de compléter l'article en donnant les références utiles à sa vérifiabilité et en les liant à la section « Notes et références ».
Gazechim est un groupe industriel français spécialisé dans la distribution de fluides frigorigènes, gaz liquéfiés et matériaux composites. Fondé en 1937, par Roger Rouayroux et Louis Grapin à Béziers. Aujourd'hui le Groupe compte plus de 40 sociétés à travers le monde et 800 collaborateurs.

## Activités
Le Groupe Gazechim est organisé autour de plusieurs pôles d'activités :
- le conditionnement et la distribution de gaz liquéfiés ;
- le conditionnement et la distribution de fluides frigorigènes ;
- la distribution de matériaux composites ;

## Historique
(novembre 2021).
- 1937 : fondation de la société « L'anhydride sulfureux français »[2].
- 1965 : l'entreprise change de nom et devient Gazechim
- 1991 : Gazechim redevient une société détenue à 100 % par la même famille
- 1999 : acquisition de Resipol en Italie
- 2001 : acquisition de Kimikal (Espagne) et Primagaz
- 2002 : fondation de Gazechim Composites NV
- 2005 : achat de Lange+Ritter (Allemagne) et création Gazechim Compositi Italia sur la base d'Eurochimica
- 2006 : acquisition de Gaz Technologies et d'Aérochem
- 2007 : achat de Polytor (Pologne) et Composites Distribution
- 2008 : achat de Skolil (Tchéquie et Slovaquie)
- 2009 : achat de Owens Corning (Europe)
- 2012 : achat de Azelis
- 2013 : achat de Refrigerant Italia, Mouldlife, Euromère Abyla et Imatec (Italie)
- 2014 : achat de Assystet de Harp
- 2016 : achat de Cut Services, avec MC Technics
- 2017 : achat de Multigas

## Accident industriel
Le 6 janvier 2011 se produit un accident mortel sur le site de Martigues.